# کسیدی هاچینسون
کسیدی هاچینسون (انگلیسی: Cassidy Hutchinson؛ زادهٔ ۱۹۹۵/۱۹۹۶ (۲۸–۲۹ سال)) دستیار سابق کاخ سفید و دستیار سابق مارک مدوز، رئیس دفتر ترامپ است. هاچینسون در ۲۸ ژوئن ۲۰۲۲ در جلسات عمومی کمیته منتخب مجلس نمایندگان ایالات متحده در مورد رفتار ترامپ و دستیاران ارشد و متحدان سیاسی او قبل و در جریان حمله به ساختمان کنگره شهادت داد.